# UHC-Filter

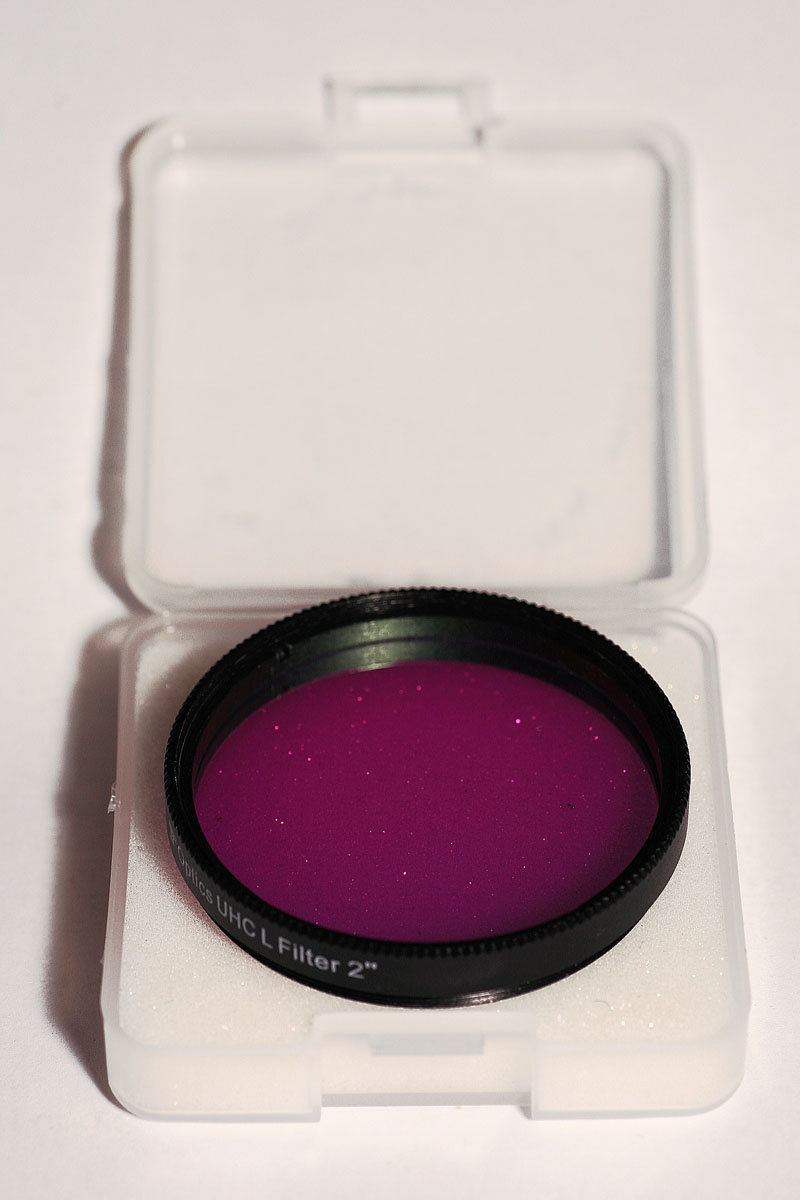
UHC-Filter mit 2 Zoll Durchmesser

Ein UHC-Filter (Ultra High Contrast Filter) ist ein Nebelfilter zur Verbesserung der amateurastronomischen Beobachtung von Gasnebeln. Es handelt sich dabei um ein Schmalbandfilter, das nur einen kleinen Teil der Wellenlängen des Lichts durchlässt, aber das Licht der Straßenbeleuchtung blockiert.
Die in der Beobachtung von Nebeln bedeutsamen Wellenlängen des Lichts, die sog. H-Beta-Linie bei 486 nm, die O-III-Linien bei 496 nm und 501 nm sowie die H-alpha-Linie mit einer Wellenlänge von 656 nm werden hingegen transmittiert. Zudem wird meist auch Licht des einfach ionisierten Schwefels, die S-II-Linien bei 672 nm, hindurchgelassen. Dies erlaubt es dem Beobachter, auch aus der Stadt heraus Streulicht zu filtern. Das praktische Ergebnis ist, dass der Hintergrund um das Zielobjekt sehr dunkel wird. Das Licht der beobachteten Nebel dringt jedoch weitgehend unvermindert hindurch, was einen stark erhöhten Kontrast und somit eine qualitativ bessere Beobachtung zur Folge hat.
Besonders im Bereich von 540 nm bis 640 nm Wellenlänge lassen sich die meisten störenden Lichtquellen finden. Dieser Teil des Spektrums wird von einem UHC-Filter vollkommen abgeblockt.
UHC-Filter werden okularseitig am Teleskop angebracht und auf der Innenseite des Okulars angeschraubt. Es gibt sie in der Regel in 2"- und 1,25"-Fassungen, je nachdem, welche Okulargröße verwendet wird. Für digitale Spiegelreflexkameras werden sie als Aufsteckfilter fürs Objektiv sowie als Clip-in-Filter zum Einbau ins Gehäuse (vor den Reflexspiegel) angeboten.

## Sinnvoller Einsatz
UHC-Filter sind ausschließlich für die DeepSky-Beobachtung konzipiert und für die Planetenbeobachtung ungeeignet. Das bevorzugte Einsatzgebiet sind diejenigen Objekte, die sowohl Lichtanteile in den O-III-Linien als auch in H-β aussenden. Des Weiteren werden sie bei kleineren Optiken bis etwa 20 cm Öffnung für die Beobachtung von Objekten eingesetzt, die zwar bevorzugt Licht des zweifach ionisierten Sauerstoffs O-III aussenden, bei denen der Einsatz des O-III-Filters (s. Nebelfilter) jedoch zu einer starken Bildabdunklung führt.